# Montbéliarde
Montbéliarde is een rundveeras dat van oorsprong uit de Franse stad Montbéliard, departement Doubs, afstamt. De Montbéliarde is een dubbeldoelras, maar wordt vooral voor de melk gehouden. Deze runderen produceren gedurende een lactatieperiode bijna 7.500 kg melk, met een gemiddelde vetgehalte van 3,9% en een eiwitgehalte van 3,45%.